# 白川好光
白川 好光（しらかわ よしみつ、1946年1月5日 - ）は、日本の実業家。若者向けに、人生論・教育論・教育哲学・青少年育成・人生相談などの講演を行っている。

## 経歴
1946年、秋田県北秋田郡大阿仁村（現北秋田市）に生まれる。1960年、阿仁合中学校を卒業すると、大工訓練所に入学。身体に脊髄カリエスのハンディーを負いながらも、16歳から大工修行に進む。20歳で上京した後、24歳で白川工務店を立ち上げる。1980年、株式会社白川工務店・株式会社白川住宅を設立し、不動産業と住宅建築業を手がける。2004年、同社会長職となる。
複雑な家庭環境の中、波乱万丈をくぐり抜けてきた体験が、NHKラジオ深夜便「こころの時代」で紹介されたほか、自叙伝や童話、新聞のコラムなどを発表している。これらの活動から、三郷市自治功労賞、秋田県福祉協力知事賞などを受賞した。

## 著書
- 『先に進む道』文芸社、2005年、 ISBN 978-4835588087
- 『生きてこそ今』文芸社、2007年、ISBN 978-4286030289
- 『人生の参考書』文芸社、2007年、ISBN 978-4286105710
- 『母への子守歌』くまがい書房、2009年、ISBN 978-4990394639
- 『ゴンになったニャン太』くまがい書房、2010年、ISBN 978-4990471811